# Abraham Guem
Abraham Guem (* 29. April 1999 in Juba) ist ein südsudanesischer Mittelstreckenläufer. Er ist auf die Distanz von 1500 Metern spezialisiert. Er nahm an den 2021 ausgetragenen Olympischen Spielen 2020 teil.

## Leben
Guem wuchs im Sezessionskrieg und Südsudanesischen Bürgerkrieg auf und verlor in diesem seinen Bruder. Sein Kindheitsname war Ariga (übersetzt: ein Kind, das in einer sehr schwierigen Situation geboren wurde). Für das Lauftraining musste er, um zur Strecke in Juba zu kommen, 17 Kilometer laufen und hatte teils nur eine Mahlzeit am Tag.
Er wurde 2019 Teil eines Programmes zur Wiederversöhnung der südsudanesischen Bevölkerung, welches in Kooperation mit der japanischen Agentur für internationale Zusammenarbeit stattfindet. Durch die Regeländerung, dass jede Nation zu den Olympischen Spielen einen männlichen und einen weiblichen Teilnehmer senden kann, unabhängig vom Ranking, war Guem bei den Spielen 2020 dabei.
Zur Vorbereitung auf Olympia ist er 2019 in das Trainingslager der südsudanesischen Mannschaft im Japanischen Maebashi geflogen, da im Südsudan die Trainingsmöglichkeiten nur eingeschränkt sind. Als 2020 die Olympischen Spiele wegen der COVID-19-Pandemie verschoben wurden, verblieb er mit den restlichen Sportlern im Lager. Dort wurden ihm verschiedene Fähigkeiten beigebracht, um bei der Rückkehr als Friedensbotschafter zu agieren. Bei den Olympischen Wettkämpfen schied er als 13. seines Vorlaufs in persönlicher Bestzeit von 3:40,86 min aus.
Während der Eröffnungsfeier (gemeinsam mit der Leichtathletin Lucia Moris) sowie auch der Schlussfeier war er der Fahnenträger seiner Nation.